# Solar Jesuíno Marcondes
Solar Conselheiro Jesuíno Marcondes de Oliveira e Sá, ou simplesmente Solar Jesuíno Marcondes, é um museu localizado na cidade de Palmeira, interior do Paraná.
Construção histórica de meados do século XIX, pertenceu a familía tradicional da região, os Marcondes de Oliveira e Sá e foi residencia de um dos mais importantes políticos do segundo império brasileiro, o paranaense Jesuíno Marcondes de Oliveira e Sá e abrigou D. Pedro II e sua comitiva quando o monarca visita a cidade.
O solar foi tombado como pratrimônio cultural do Estado do Paraná em 1970 e na atualidade é um dos pontos turísticos da cidade de Palmeira, contendo objetos de uso do ex-Ministro de Estado dos Negócios de Agricultura, Comércio e Obras Públicas de Dom Pedro II, além de peças tradicionais na lida de tropas de gado, principal atividade da região no século XIX e início do século XX.